# Echium sventenii
Echium sventenii är en strävbladig växtart som beskrevs av David Bramwell. Echium sventenii ingår i släktet snokörter, och familjen strävbladiga växter. Inga underarter finns listade i Catalogue of Life.